# Liisa Rantalaiho

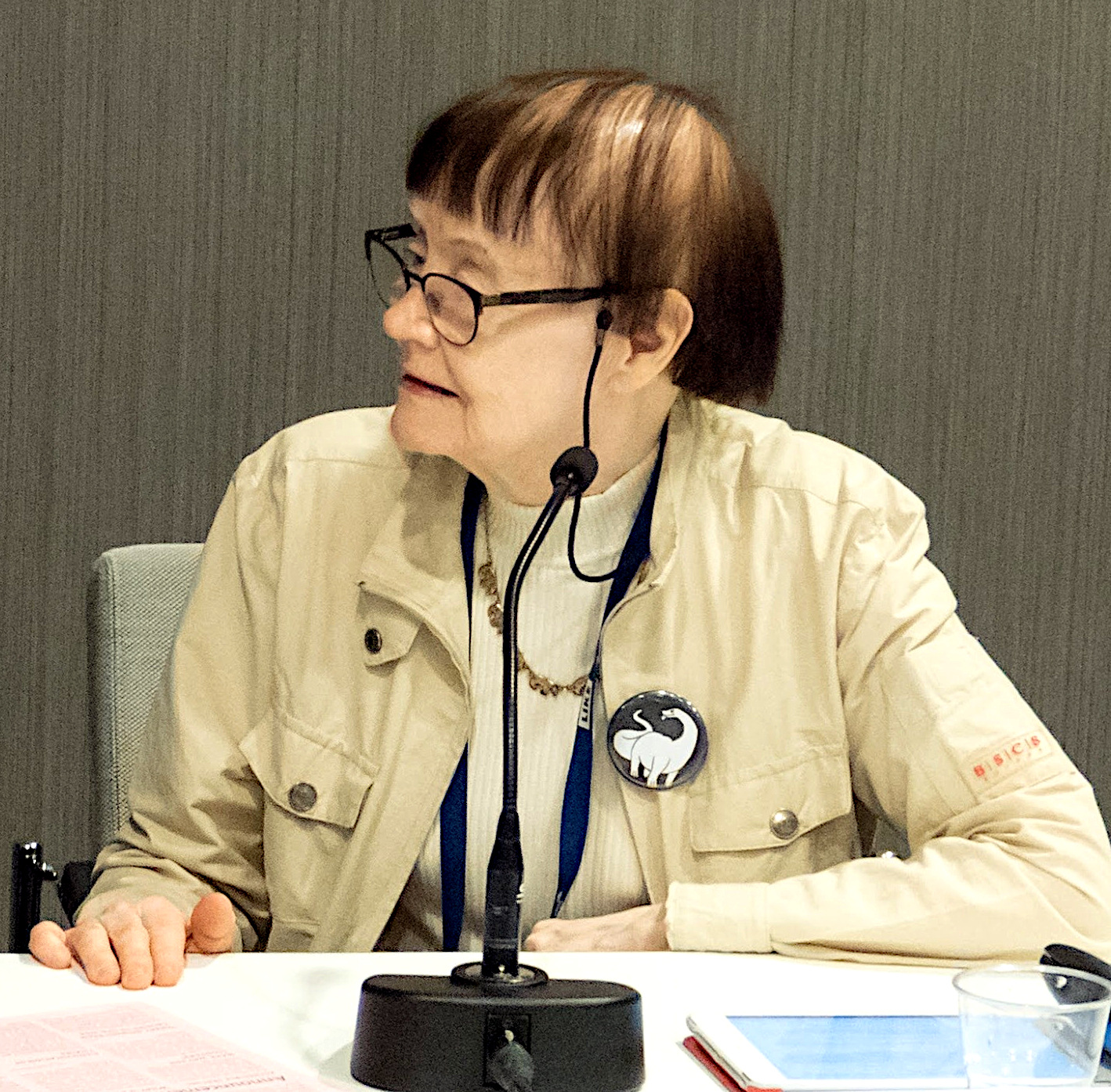
Liisa Rantalaiho

Liisa Rantalaiho, född 25 januari 1933 i Kuorevesi, är en finländsk sociolog.
Rantalaiho disputerade 1968 samt var professor i sociologi vid Lapplands högskola 1988–1989 och i folkhälsovetenskap vid Tammerfors universitet 1990–1998. Hon har främst inriktat sig på kvinnoforskning, jämställdhet och förändringar inom arbetslivet. Tillsammans med Raija Julkunen ledde hon ett forskningsprojekt om det finländska välfärdssamhället och könsrollerna, vilket finansierades av Finlands Akademi. 
Rantalaiho har, ensam eller tillsammans med andra, författat ett stort antal skrifter inom kvinnoforskning och arbetslivsfrågor. Hon har även redigerat forskningsrapporten Hyvinvointivaltion sukupuolijärjestelmä (1989) och varit huvudredaktör för tidskriften "Naistutkimus-Kvinnoforskning".